# 眼淚記得你
〈眼淚記得你〉（英語：Remembered）是臺灣創作歌手孫盛希演唱的歌曲，為電影《想見你》之主題曲，由滾石唱片發行，2022年12月23日於各大數位音樂平台上線，韓文版〈눈물이 기억해〉於2023年1月16日上線。

## 背景
〈眼淚記得你〉是由孫盛希為電影《想見你》量身打造之歌曲，由孫盛希作曲填詞、王韻筑編曲。她曾為電視劇《想見你》演唱片頭曲〈Someday or One Day〉及插曲〈逃〉，此次與電影版再續前緣，創作出符合電影大器與澎湃感的主題曲。她表示在接到創作電影主題曲的邀約後，雖然有壓力卻非常開心，認為能和喜愛的作品再次合作並盡一份心力，有著更加不同的意義，也覺得非常難得且幸運。她的創作靈感來自於劇情還有想念的家人，她在填詞時想著劇情中黃雨萱流著淚從夢中醒來的畫面，有時轉身見到李子維、有時沒有的情景，還有小雨萱對李子維臨別時的喊話，她也將台詞寫入歌詞中。歌曲描述在不同時空思念著對方的心情，當心愛的人離開了、一切變得模糊，但心裡的感受和記憶還是很深刻，眼淚也不自覺地流下來，是一種溫暖又哀切的感覺。

## 製作團隊
註：參見音樂錄影帶下方說明文字之人員名單。
- 孫盛希 — 製作人、和聲
- 王韻 — 編曲、弦樂編寫＆監製
- 翁光煒 — 吉他
- 曜爆甘音樂工作室 — 弦樂
- 沈羿彣、朱奕寧、陳奕勇 — 第一小提琴
- 駱思云、黃雨柔、黃瑾諍 — 第二小提琴
- 潘自琦、牟啟東 — 中提琴
- 劉涵隱分子、葉欲新 — 大提琴
- 張閔翔 — 弦樂錄音師
- 朱品豪 — 助理錄音師
- 徐振程 — 技術支援
- 玉成戲院錄音室 — 弦樂錄音室
- 陳文駿 — 配唱錄音師
- 強力錄音室 — 配唱錄音室
- 單為明 — 混音師
- Lights Up studio — 混音室
- Kwon Nam Woo — 單曲母帶後期處理工程師
- 821 Sound Mastering — 單曲母帶後期處理錄音室

## 榜單成績
| 榜單               | 最高名次 | 最高名次 | 備註        |
| 榜單               | 日榜     | 週榜     | 備註        |
| ------------------ | -------- | -------- | ----------- |
| KKBOX 華語新歌榜單 | 1        | 1        | [ 3 ] [ 4 ] |
| KKBOX 華語單曲榜單 | 1        | 1        | [ 5 ] [ 6 ] |
| 告示牌台灣歌曲榜單 | 不適用   | 2        | [ 7 ]       |